# Nejlepší útočník 1. české hokejové ligy
Nejlepší útočník je individuální ocenění pro nejlepšího útočník 1. české hokejové ligy. Toto ocenění se uděluje z iniciativy webu Hokej.cz od sezony 2018/2019. O jejichž držitelích rozhodují zástupci ze všech klubů 1. ligy.

## Držitelé
| Sezóna    | Hráč             | Tým                      |
| --------- | ---------------- | ------------------------ |
| 2018/2019 | Luboš Rob        | VHK ROBE Vsetín          |
| 2019/2020 | Daniel Voženílek | HC Stadion Litoměřice    |
| 2020/2021 | Tomáš Plekanec   | Rytíři Kladno            |
| 2021/2022 | Luboš Rob        | VHK ROBE Vsetín          |
| 2022/2023 | Martin Dočekal   | SK Horácká Slavia Třebíč |
| 2023/2024 | Martin Dočekal   | SK Horácká Slavia Třebíč |
| 2024/2025 | Tomáš Čachotský  | HC Dukla Jihlava         |